# 一本鎗希華
一本鎗 希華（いっぽんやり のあ、2003年2月26日 - ）は、日本の女優。東京都出身。フリーランス。

## 人物・エピソード
Xholicでの担当カラーは、｢最年少ツンデレラグリーン｣。担当カラー名にもある通り、自他ともに認めるツンデレキャラである。サメをこよなく愛する。趣味は写真撮影と舞台鑑賞。演じるのも観るのも好きであり、特に時代劇が好きだという。またブログ・Twitter・Instagramの文中において多用する絵文字として亀🐢、草🌱が挙げられる。
将来の夢として、「大奥と大河ドラマに出演すること」を挙げている。
また、2020年よりアイドルグループ「Xholic」としても活動を開始したが、SHOWROOMにおける「アイドルのことが全然分からない(興味がない・名前なども知らない)」「つい最近対バンの意味を知った」といった発言から、全くの無知であったことが分かる。しかしながら、学業・舞台と並行して活動しているにもかかわらず積極的な姿勢を見せており、「アイドルとしての活動を通して、自分に自信を持てるようにしたい」と語っている。2021年7月25日新宿Renyワンマンライブにてメンバー全員卒業。
「一本鎗」の由来については、自身のTwitterにおいて「時代物好きな自分にとってびびっときた名前」、所属していたアイドルグループの自己紹介動画においては「一本鎗だけにまっすぐいきます！」と語っている。実在する苗字「一本槍」及び「一本鎗」とは異なり、また無関係である。
2020年3月から2022年9月まで「Charm」に加入していた。

## 改名
2019年（令和元年）11月7日に芸名を「東城 希亜」から「一本鎗 希華」に改名することを発表した。また同年6月に劇団Brownie退団に伴い「東城 希明」から「東城 希亜」へと改名し、劇団所属前の芸名に戻った形となった。このため改名は3度にわたっている。劇団Brownie退団による改名は、舞台「真約 魔銃ドナー」（通称「シンドナー」）出演中のことだったため、活動上の芸名と「真約 魔銃ドナー」のチラシに記載している芸名とで差異が生じることとなった。

## 出演

### 舞台
2017年 - 2018年
- 劇団ブラウニー「信玄の娘たち」Team風林（2017年1月19日 - 22日、中野・ポケットスクエア 劇場HOPE） - 松姫 役
- 劇団ぶらうに～「炎龍の剱」（2018年1月5日 - 8日、下北沢・小劇場 B1） - 主演・龍神姫
- 劇団Brownie「大正浪漫に踊る～天空を翔るハイカラ姫たち～」（2018年5月30日 - 6月3日、下北沢・小劇場 B1）
- 劇団Theater Bonds「さくら流し」（2018年8月9日 - 12日、池袋・シアターグリーン BOX in BOX THEATER）
- Yプロジェクト「白虎隊～獅子たちの什の掟～」（2018年9月27日 - 30日、渋谷区文化総合センター大和田 伝承ホール） - 優子 役

2019年
- アリスインプロジェクト「悪魔 in デッドリースクール」（2019年1月16日 - 20日、コフレリオ 新宿シアター） - 加藤紗香 役
- アリスインプロジェクト「DANCE! DANCE! DANCE! オルタナティブ」星組（2019年2月10日 - 17日、池袋・シアターKASSAI） - 道明寺なおみ 役
- アリスインプロジェクト「アイガク2019」（2019年3月19日 - 27日、池袋・シアターKASSAI） - プルス 役
- アリスインプロジェクト「真約・魔銃ドナー」（2019年8月7日 - 18日、池袋・シアターKASSAI） - 秋津ゆらら 役
- アリスインプロジェクト「アリスインデッドリースクール コネクト」（2019年11月7日 - 10日、新宿村LIVE） - 巣宮春菜 役

2020年
- Charm「Idea これから始まる物語」（2020年3月19日 - 22日、池袋・シアターグリーン BASE THEATER） - ルーシィ 役
- 三栄町LIVE×E-Stage Topia×ミネルヴァエージェンシー「MECHABETH メカベス」（2020年7月4日 - 9日、渋谷区文化総合センター大和田 伝承ホール） - 鈴鈴 役
- Yプロジェクト+演劇倶楽部<オーズ>「浅草の陽気な女房たち」雷チーム（2020年9月9日 - 13日、渋谷区文化総合センター大和田 伝承ホール） - 幸子 役
- 劇団25.6時間「故人、宿します。」（2020年10月15日 - 19日、高田馬場ラビネスト） - 金沢愛梨 役
- E-Stage Topia「僕はそれを、青と呼ぼう。2020」TEAM翡翠（2020年11月26日 - 30日、上野ストアハウス） - ノエル 役

2021年
- ALPHA Entertainment×E-Stage Topia「サクラニオドレ」（2021年1月6日 - 10日、渋谷区文化総合センター大和田 伝承ホール） - 望月しのぶ 役
- Charm「Withered Life」（2021年3月31日 - 4月4日、ラゾーナ川崎プラザソル） - 疋田麗奈 役
- アサルトリリィ×私立ルドビコ女学院「シュベスターの祈り」（2021年5月28日 - 6月6日、池袋・シアターグリーン BIG TREE THEATER） - 鳴海・クララ・優子 役
- 合同会社アドアド「魔銃ドナー・リーディングトラックス」（2021年7月1日 - 4日、池袋・シアターKASSAI） - 浅倉玉串/秋津ゆらら/宇佐美寧音 3役
- THE☆JACABAL’S「真田黙示録」（2021年9月29日 - 10月3日、両国・シアターΧ） - 千姫 役
- アサルトリリィ×私立ルドビコ女学院「シュベスターの秘密」（2021年10月15日 - 24日、中野・ポケットスクエア ザ・ポケット） - 鳴海・クララ・優子 役
- 「ここにいたこと」（2021年12月14日 - 19日、東長崎・てあとるらぼう） - ヒロイン きうな 役

2022年
- 劇団丸組「新 山猫 第三章〜夏暁の旅立ち〜」（2022年1月8日 - 9日、渋谷・CBGKシブゲキ!!） - 中野優子 役
- Charm「蛮勇戦歌」（2022年2月9日 - 13日、 池袋・シアターグリーン BIG TREE THEATER） - 琥珀流架 役
- E-Stage Topia「亡国ニ祈ル天ハ、アラセラレルカ」（2022年3月9日 - 13日、中野・ポケットスクエア ザ・ポケット） - 岩野姫 役
- 東出有貴プロデュース「Legendary Treasure」（2022年5月4日 - 8日、上野ストアハウス） - ニー・ニー・チョップ 役
- アサルトリリィ×私立ルドビコ女学院「白きレジスタンス〜約束の行方〜」（2022年6月30日 - 7月6日、新宿・こくみん共済 coop ホール／スペース・ゼロ） - 鳴海・クララ・優子 役
- 劇団CATMINT「青い世界線Episode2〜Daydream〜」（2022年10月12日 - 16日、中目黒キンケロ・シアター） - 香川すみれ 役
- 莢の中企画「匣の中」（2022年11月3日 - 6日、コフレリオ 新宿シアター） - 主演・ファム 役
- SFIDA ENTERTAINMENT「君の居ない世界」（2022年11月22日 - 27日、中野・ポケットスクエア 劇場HOPE） - 織山華輝 役

2023年
- 宇宙食堂「ギャラクシー神楽-2078年、宇宙のどこかにいるキミに贈るボクの小さな想い-」（2023年1月7日 - 8日、吉祥寺シアター） - 凪 役
- NOVA.company「遠く吠えて花火をあげる」心組（2023年2月2日 - 11日、王子小劇場） - ユメ/シノブ 役
- &4「それでは誓いのキスを」（2023年2月21日 - 26日、下落合・シアター風姿花伝） - 内町紗夜 役
- ソフトボイルド「戦国送球〜バトルボールズ〜大阪冬の陣」（2023年3月29日 - 4月2日、北千住・シアター1010） - 督姫 役
- Daisy times produce「プリンセスだって～シンデレラと白雪姫は、暗い塔の中で美女に出逢った～」（2023年4月12日 - 16日、大塚・萬劇場） - ダブル主演・白雪姫 役
- 萬腹企画「MAGIAGIA -マギアギア-」（2023年4月28日、池袋・あうるすぽっと） - 日替わりゲスト：戸出ススム 役
- 合同会社Dostres「あの日はライオンが咲いていた2023」（2023年5月10日 - 14日、池袋・シアターグリーン BOX in BOX THEATER） - 氷川奈緒 役
- Charm「intellectual gifted ギフテッド」（2023年6月13日 - 18日、赤坂・πTOKYO）
- 劇団バルスキッチン「鴨川ファイヤーワークス」（2023年7月12日 - 17日、高島平・バルスタジオ） - 主演・新沼小夜 役
- アサルトリリィ×私立ルドビコ女学院「白きレジスタンス～真実の刃～」（2023年8月19日 - 23日、大手町三井ホール） - 鳴海・クララ・優子 役
- NOVA READING「銀河鉄道のなかで」（2023年9月24日、MsmileBox渋谷） - 穂乃果 役
- NOVA READING「アイを捧げてアイロニー」（2023年11月10日 - 11日、MsmileBox渋谷） - 田丸 役

2024年
- Actoring Be『僕らの星』Earthチーム「いつか流星雨の下で」（2024年1月18日 - 21日、学芸大学・千本桜ホール） - 大田陽結 役
- Studio K'z×アリスインプロジェクト「魔銃ドナー Testament」（2024年3月27日 - 31日、築地・ブディストホール） - ミュート 役
- Sword Performance Team 偉伝或～IDEAL～「生贄姫-黄泉比良坂」（2024年4月19日 - 22日、ラゾーナ川崎プラザソル） - 琴音 役
- ARWINプロデュース「FAMILY TREE FUNK!!!」（2024年5月8日 - 12日、浅草九劇） - 千代 役
- 劇団えのぐ わたあめ工場 合同企画 えのぐ工場「それは不透明に繋がって〜Shangri-la Notes」（2024年5月30日 - 6月2日、シアターグリーン BOX in BOX THEATER）
- Fresh Star Entertainment「時空の観測者〜過去と未来を繋ぐ者達〜」パラレル編（2024年7月13日 - 21日、大塚・萬劇場） - 逆巻舞 役
- Alexandrite Stage「PRINCESS KYOUGOKU」（2024年9月12日 - 17日、赤坂・草月ホール） - 立花誾千代 役
- NOVA.company「八獄ノ狗尾」（2024年10月23日 - 27日、中野・ザ・ポケット） - 業 役

2025年
- UMIPROduce「くるわ、くるら」（2025年2月12日 - 16日、新宿・シアターモリエール） - みつ 役
- ＆4「おとぎの法廷」（2025年3月26日 - 30日、テアトルBONBON） - シンデレラ 役
- NOVA.company×Bloom Lab.「明日もかろうじて、生きている。」（2025年5月9日 - 11日、下北沢 シアター711） - 主演 本庄環 役
- E-Stage Topia「鉄火のいろは〜幕末火消四十八景〜」（2025年6月25日 - 29日、中野・テアトルBONBON） - 糸 役
- 少年Komplex「Puppet MacGuffin〜人形劇の概要〜」（2025年7月17日 - 21日、調布市せんがわ劇場） - ローズ 役
- NOVA.companyプロデュース「ISHIN-医新-」（2025年8月27日 - 31日〈予定〉、品川・六行会ホール）

### テレビ番組
- BS-TBS「にっぽん!歴史鑑定『古代史ミステリー　卑弥呼とは何者だったのか？』」（2019年4月1日）‐ 卑弥呼 役

### その他
- SKKORTA Entertainment「矜持 PRIDE[67]」（2019年、監督：力丸萌樹） - 広田美津子 役[68]
- OLD ROOTS「祖母の部屋[69][70]」（2020年、監督：吉村陸人） - 朱莉 役